# Vërmica (Malisheva)
Vërmica (albanisch auch Vërmicë, serbisch Врмница Vrmnica) ist ein Dorf in der kosovarischen Gemeinde Malisheva.
Es liegt in den Hügeln rund sechs Kilometer nördlich der Stadt Malisheva und rund zwei Kilometer südlich der M-9. Benachbarte Ortschaften sind nördlich Llazica, nordöstlich Balinca, südöstlich Shkarashnik sowie südwestlich Llashkadrenoc.
2011 zählte Vërmica 985 Einwohner, von denen sich 983 (99,80 %) als Albaner bezeichneten.
| Zensus    | 1919 | 1948 | 1953 | 1961 | 1971 | 1981 | 1991 | 2011 |
| --------- | ---- | ---- | ---- | ---- | ---- | ---- | ---- | ---- |
| Einwohner | 190  | 347  | 361  | 440  | 566  | 734  | 955  | 985  |